# Festuca eriobasis
Festuca eriobasis är en gräsart som beskrevs av Hildemar Wolfgang Scholz. Festuca eriobasis ingår i släktet svinglar, och familjen gräs. Inga underarter finns listade i Catalogue of Life.